# Conostegia muriculata
Conostegia muriculata är en tvåhjärtbladig växtart som beskrevs av Frank Almeda. Conostegia muriculata ingår i släktet Conostegia och familjen Melastomataceae. Inga underarter finns listade i Catalogue of Life.